# Kazachstan na Zimowych Igrzyskach Paraolimpijskich 2006
Reprezentacja Kazachstanu na Zimowych Igrzyskach Paraolimpijskich 2006 liczyła 2 sportowców.

## Reprezentacja Kazachstanu

### Narciarstwo klasyczne
- Zejnołła Seitow
- Oleg Sysolatin

## Medale

### Złote medale
brak

### Srebrne medale
brak

### Brązowe medale
brak